# Hawaiʻi-Volcanoes-Nationalpark
Der Hawaiʻi-Volcanoes-Nationalpark ist ein etwa 1348 Quadratkilometer großes Biosphärenreservat im Südosten von Hawaii, welches seit 1987 zum UNESCO-Weltnaturerbe zählt. Das Gebiet umfasst neben ausgedehnten Lavafeldern den aktiven Vulkan Kīlauea. Das Besucherzentrum des Nationalparks nahe dem Ort Volcano stellt eine touristische Hauptattraktion der Insel dar.

## Lage
Hawaii liegt im gleichnamigen Bundesstaat der USA im Pazifik. Die Lavafelder des Nationalparks reichen von der Pazifikküste bis an den 4.169 Meter hohen Mauna Loa. Sie unterscheiden sich stark hinsichtlich ihres Alters und damit der Sukzessionstufen ihrer Ökosysteme.

## Geschichte
Der Park wurde am 1. August 1916 als Hawaii National Park gegründet. Heute ist er mehr als doppelt so groß, obwohl 1961 der Haleakalā-Nationalpark auf der Insel Maui als eigenständige Einheit abgetrennt wurde. Im Jahr 1987 wurde er zum Welterbe erklärt.
Mit dem Hawaiian National Park Language Correction Act of 2000 wurde die Schreibung des Namens vom Senat der Vereinigten Staaten in Hawaiʻi-Volcanoes-Nationalpark geändert.
2016 wurde das 100-jährige Bestehen des Parks ("Centennial") gefeiert. Im Rahmen der Feierlichkeiten bot der Park monatlich wechselnde Veranstaltungen wie Filmvorführungen, Vorträge, Konzerte und Workshops an.

## Crater Rim Drive
Entlang des Crater Rim Drive befindet sich eine Vielzahl kurzer Wanderwege, die es ermöglichen, auch bei einem nur eintägigen Besuch einen guten Eindruck vom Park zu bekommen:
Ein 0,5 km langer Weg führt vom Crater Rim Drive zu einer Lavaröhre, die nach Lorrin A. Thurston benannt wurde. Seit der Eruption 2018 ist die Thurston Lava Tube bis auf weiteres geschlossen, da sie durch starke Erdbeben einsturzgefährdet ist.
Der Kīlauea-Iki-Krater befindet sich am Rande der Caldera des Kīlauea. Eine Wanderung entlang des Kīlauea Iki Trail (3,9 km, derzeit geschlossen wegen Schäden durch Erdbeben) führt hinab auf die Oberfläche eines erkalteten Lavasees, der beim Ausbruch im Jahre 1959 entstanden ist. Er führt auch vorbei an der Stelle, von wo aus damals eine bis zu 600 Meter hohe Lavafontäne austrat. Die Auswirkungen der Aktivität von 1959 kann man auch entlang des 0,8 km langen Devastation Trail besichtigen.
Am anderen Ende des Crater Rim Drive gelangte man bis Mitte 2018 zum Jaggar-Museum nahe dem Rand des Halemaʻumaʻu-Kraters. Dieses wurde 2018 durch Erdbeben so stark beschädigt, dass es dauerhaft geschlossen wurde. Viele Exponate sind seitdem im Lava Zone Museum in Pāhoa zu besichtigen. Im Jahre 1924 ereignete sich hier auch ein heftiger explosiver Ausbruch, der dadurch verursacht wurde, dass Grundwasser auf einen unterirdischen Lavastrom gestoßen war. Im März 2008 ereignete sich erneut eine explosive Eruption, die ein ca. 30 m großes Loch in die Seitenwand des Kraters sprengte. Aus dieser Öffnung trat seitdem eine Rauchwolke aus Schwefeldioxid und vulkanischem Gestein in Form von Asche u. ä. aus, nachfolgende Explosionen vergrößerten die Öffnung sukzessive. In der Öffnung befand sich bis Mitte 2018 flüssige Lava, wobei der Spiegel sich ständig änderte. 2015 erreichte die Lava das erste Mal den oberen Rand der Öffnung. Im zweiten Halbjahr 2018 leerte sich der Lavasee vollständig und die gesamte Region um den Krater sank teilweise bis zu 400 m in die Tiefe.
Ein Abschnitt des Crater Rim Drive, der seit der Explosion 2008 am Halemaʻumaʻu-Krater gesperrt war, wurde 2012 für Fußgänger und Radfahrer wieder geöffnet.

## Chain of Craters Road
Die Straße führt entlang einer großen Anzahl an Kratern und anderen Überbleibseln vulkanischer Aktivität bis hinunter zur Küste. Vom Mauna-Ulu-Parkplatz aus gibt es einen Wanderweg (1,6 km pro Richtung) zum Puʻu Huluhulu. Von dort aus hat man die Möglichkeit, den  Puʻu ʻŌʻō-Krater zu sehen.
Am Ende der Straße befindet sich eine 2018 geschaffene Behelfsstraße, die als Evakuierungsroute für westlich gelegene Orte dienen soll, sollten diese durch Eruptionen vom öffentlichen Straßennetz abgeschnitten werden. Die rund 10 km lange Route endet in Kalapana und ist für die Benutzung zu Fuß oder mit dem Fahrrad freigegeben.